# ماسکت ولف
هری مایکل (به انگلیسی: Harry Michael) معروف به ماسکت وُلف (به انگلیسی: Masked Wolf) به معنی گرگ نقابدار، خواننده رپ استرالیایی است. وی بیشتر با تک‌آهنگ فضانورد در اقیانوس (Astronaut in the Ocean) شناخته می‌شود. البته او آثار بیشتری مانند از درون شیطانی(evil on the inside) دارد.تک آهنگ فضانورد در اقیانوس در بسیاری از چالش‌های اینستاگرام استفاده می‌شود. معروف ترین اهنگ او که Astraunat in the ocean بوده را درباره افسردگی خود در دوران نوجوانی نوشته است. اولین اهنگ او به نام Speed racer بوده که در اولین سال اغاز به کار او منتشر شده است.